# Dendrocygne siffleur
Dendrocygna javanica
Espèce
Statut de conservation UICN

 LC  : Préoccupation mineure
Le Dendrocygne siffleur (Dendrocygna javanica) ou Dendrocygne indien est une espèce d'oiseaux appartenant à la famille des anatidés.

## Description

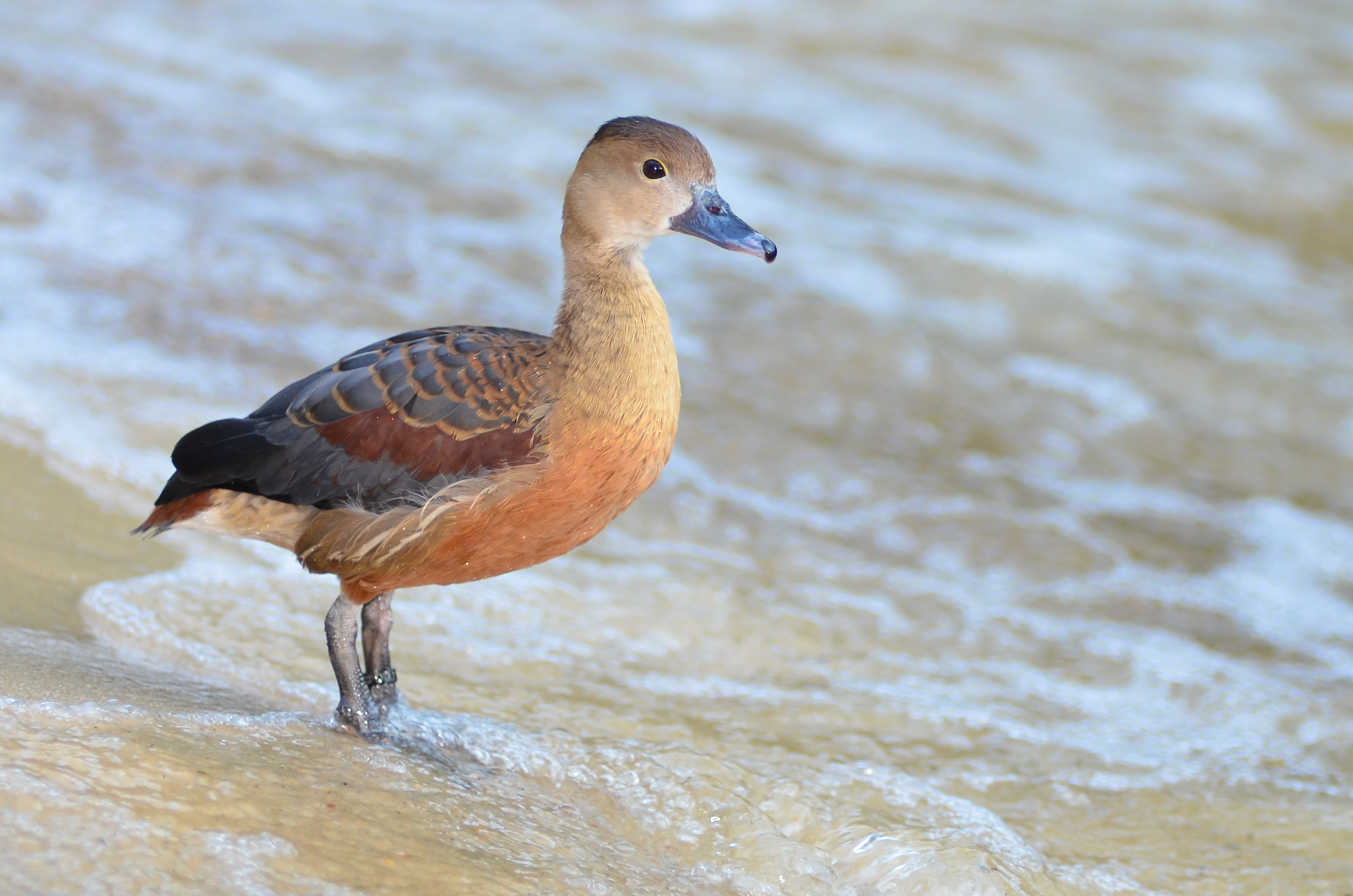
Parc ornithologique de Walsrode

Mesurant entre 38 et 40 cm, c'est le plus petit membre de son genre. Il ressemble beaucoup au Dendrocygne fauve en plus petit. Il en diffère notamment par sa calotte plus foncée, l'absence de marques blanches sur les flancs et les sus-caudales marron. 
Il diffère davantage du Dendrocygne à lunules par la couleur des sus-caudales, la calotte foncée n'atteignant pas les yeux, l'absence de taches pectorales et les marques des flancs moins nettes.
Les petits sont noirs et blancs. Le juvénile est plus clair et plus terne.

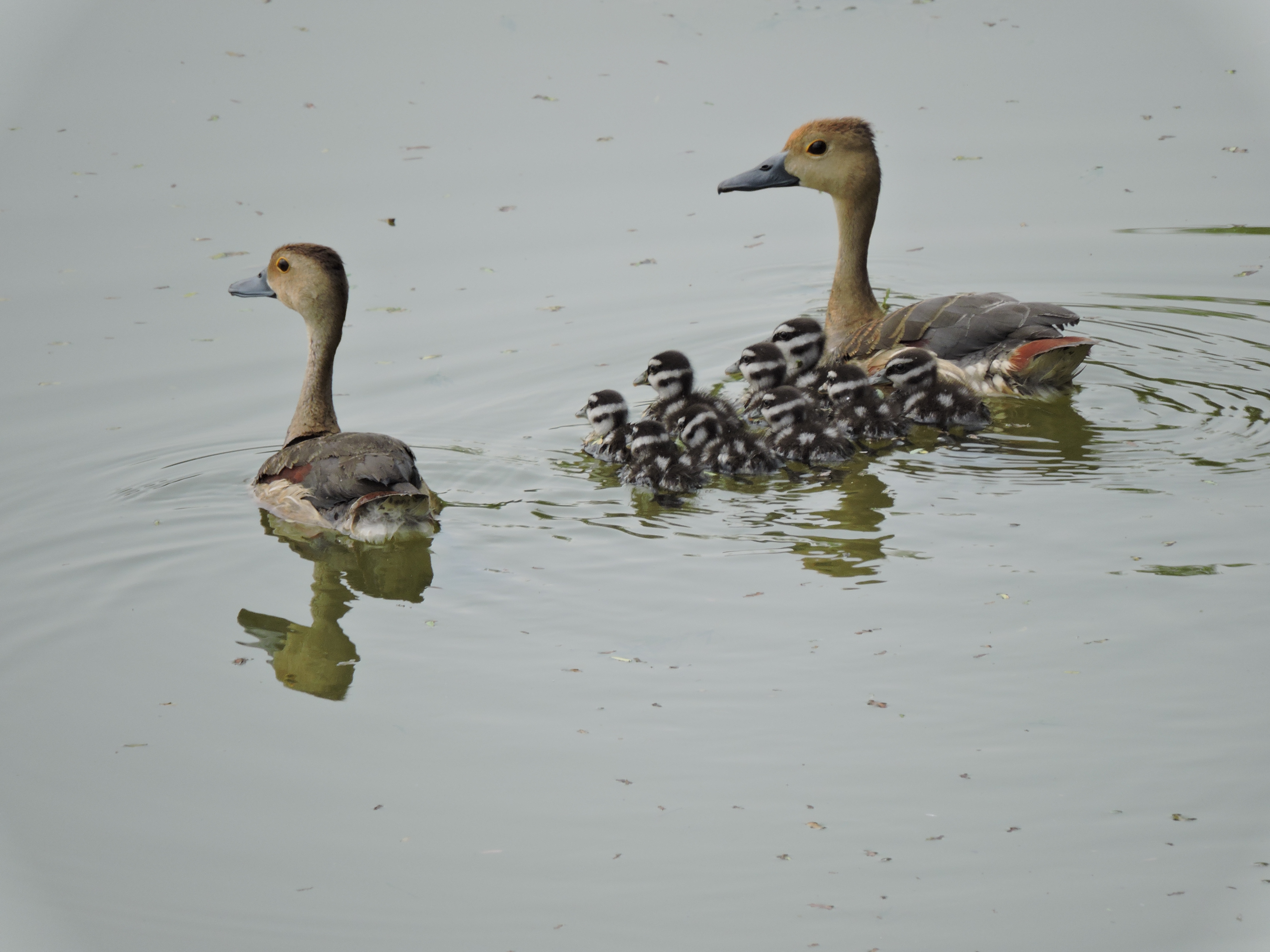
Couple de dendrocygnes siffleurs avec leurs canetons (Inde)

## Répartition et habitat
Son aire s'étend sur l'Asie du Sud, l'Asie du Sud-Est et le quart sud-est de la Chine.

Répartition du dendrocygne siffleur

## Biologie

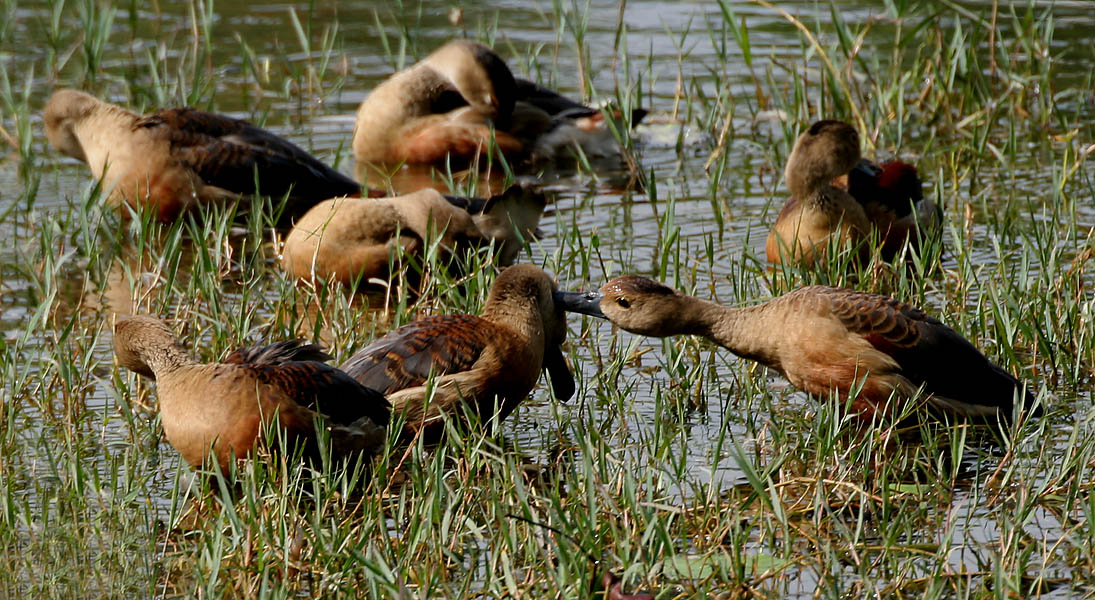

Le dendrocygne siffleur est très sociable : il vit en petits groupes de 10 à 20 oiseaux, rarement plus.
Il se nourrit dans l'eau principalement de plantes aquatiques et de quelques petits poissons, têtards et mollusques. Il mange aussi des graines et des grains de riz. 
Il vit au bord des rivières, des lacs, des marais, des lagunes littorales et des grandes rizières. Dans les rizières, il peut parfois causer des dégâts. Il aime la végétation tropicale luxuriante et dort la nuit dans de grands arbres.
En cas de sécheresse, il est capable de déplacements importants pour trouver un habitat propice.

## Reproduction
La saison des amours a lieu pendant la saison des pluies. Les couples se réunissent pour former une petite colonie.
Le nid du dendrocygne siffleur, tapissé de ramilles et d'herbe, est situé aussi bien sur le sol qu'à l'intérieur d'un trou d'arbre. La femelle y couve seule de 7 à 12 œufs blanc ivoire durant 22 à 24 jours. 

## Populations

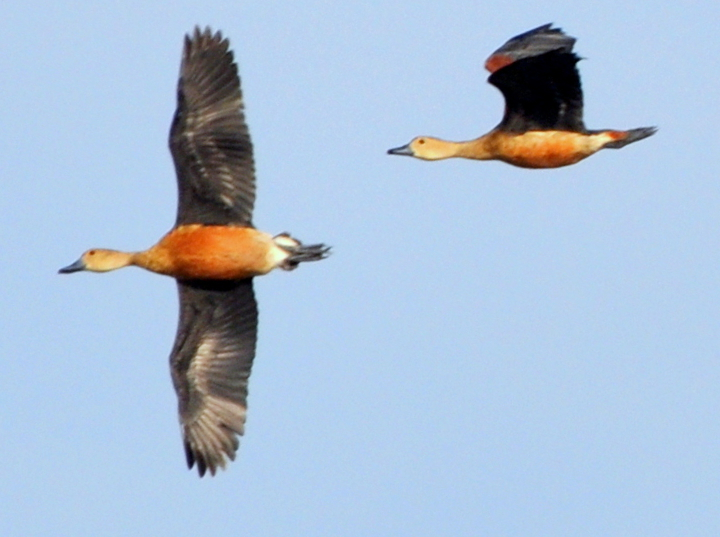

La population mondiale du Dendrocygne siffleur est estimée entre 200 000 et 2 millions d'individus.